# Bombus tucumanus
Bombus tucumanus är en biart som beskrevs av Joseph Vachal 1904. Den ingår i släktet humlor och familjen långtungebin. Inga underarter finns listade.

## Beskrivning
Normalformen har vitt huvud, gul mellankropp med svart mittfläck och svarta markeringar vid kanterna, första två tergiterna gula, tredje tergiten svart och resten av bakkroppen vit. En ljusare form med även tredje tergiten gul finns också, liksom melanistiska (helsvarta) exemplar. Vingarna är brungula men genomskinliga. Hanarna kan ha inblandning av svarta och gula hår i ansiktet och på hjässan.

## Ekologi
Arten är en bergsart som förekommer i Anderna på höjder mellan 300 och 4 000 m. Habitatet utgörs av gräsmarker, buskage och skog. Arten är polylektisk, den söker näring från blommande växter som tillhör många olika familjer, som katalpaväxter, ärtväxter, kransblommiga växter och potatisväxter.

## Utbredning
Utbredningsområdet omfattar nordvästra Argentina (provinserna Catamarca, Jujuy, Salta och Tucumán) samt sydvästra Bolivia (departementen Cochabamba och La Paz).